# Вестчестер никси
Вестчестер никси (енгл. Westchester Knicks) амерички је кошаркашки клуб из Вајт Плејнса у Њујорку. Клуб се такмичи у НБА развојној лиги и тренутно је филијала НБА тима Њујорк никси.

## Историја
Клуб је основан 2014. године.

## Познатији играчи
- Никола Јовановић
- Дахуан Самерс